# Mecostethus parapleurus
Mecostethus parapleurus är en insektsart som först beskrevs av Hagenbach 1822.  Mecostethus parapleurus ingår i släktet Mecostethus och familjen gräshoppor.

## Underarter
Arten delas in i följande underarter:
- M. p. parapleurus
- M. p. turanicus
- M. p. nigricans